# Coleharbor
Coleharbor è un centro abitato (city) degli Stati Uniti d'America, situato nella Contea di McLean, nello Stato del Dakota del Nord. Nel censimento del 2000 la popolazione era di 106 abitanti. La città è stata fondata nel 1905.

## Geografia fisica
Secondo i rilevamenti dell'United States Census Bureau, la località di Coleharbor si estende su una superficie di 0,50 km², tutti occupati da terre.

## Popolazione
Secondo il censimento del 2000, a Coleharbor vivevano 106 persone, ed erano presenti 30 gruppi familiari. La densità di popolazione era di 224 ab./km². Nel territorio comunale si trovavano 56 unità edificate. Per quanto riguarda la composizione etnica degli abitanti, il 98,11% era bianco e lo 0,94% era nativo e lo 0,94% apparteneva a due o più razze.
Per quanto riguarda la suddivisione della popolazione in fasce d'età, il 25,5% era al di sotto dei 18, il 7,5% fra i 18 e i 24, il 24,5% fra i 25 e i 44, il 26,4% fra i 45 e i 64, mentre infine il 16,0% era al di sopra dei 65 anni di età. L'età media della popolazione era di 43 anni. Per ogni 100 donne residenti vivevano 130,4 maschi.